# ألكسندر ثوم
ألكسندر «ساندي» ثوم (26 مارس 1894 – 7 نوفمبر 1985). كان مهندسًا اسكتلنديًا اشتهر بنظريته «اليارد الميغالتي»، إحدى تصنيفات دوار الحجر، فضلًا عن دراسته لأثر ستونهنج الصخري وغيره من المواقع الأثرية.

## حياته وعمله

### نشأته ودراسته
ولد ثوم في كارادالي سنة 1894 لأبيه أرشيبالد ثوم، مزارع مستأجر في مزرعة ماينز لمنزل كرادالي، وأمه ليلي ستيفنسون سترانغ من عائلة روبرت لويس ستيفنسون. انتمت والدتها (جدة ثوم) لعائلة كبيرة من سمينغتون، وهبها روبرت بروس الأرض. عمل والده في تدريب جوقة الكنيسة في حين كانت أمه عازفة بيانو.
قضى ثوم سنواته الأولى في مزرعة ماينز حتى انتقاله إلى مزرعة هيل فارم في دنلوب، أيرشاير. متحليًا بأخلاقيات العمل التي اكتسبها من والده، درس ثوم الهندسة الصناعية بنفسه، ثم التحق بالجامعة في غلاسكو في العام 1911 حيث درس إلى جانب جون لوجي بيرد. في سنة 1912، درس في المدرسة الصيفية في لوخ إيك حيث تدرب في مجال المسح وعلم الفلك على يد الدكتور دايفيد كلارك والبروفسور مونكور. في سنة 1913، حين كان فقط في التاسعة عشر من عمره، ساعد في مسح شبكة السكك الحديدية الكندية باسيفيك ريلويز.
تخرج ثوم من الكلية الملكية للعلوم والتكنولوجيا وجامعة غلاسكو في عام 1914 وحصل على درجة البكالوريوس بدرجة شرف في الهندسة.

### سنواته الدراسية الأولى
عانى من حالة لغط القلب (النفخة القلبية) ولم يجند في الحرب العالمية الأولى. بدلًا من ذلك، ذهب للعمل في مجال الهندسة المدنية لجسر فورث وصمم لاحقًا قوارب طائرة لشركة جوسبورت للطائرات. تزوج لاحقًا جيني كيركوود سنة 1917 وشاركها زوجًا طويلًا متألقًا.
عاد إلى جامعة غلاسكو وعمل محاضرًا بين عامي 1922 و1939، حصل بسرعة على درجتي الدكتوراه في الفلسفة والعلوم. بنى بيته الخاص الذي يدعى تالاسا في سنة 1922، إضافة إلى طاحونة هوائية لتشغيل الكهرباء. توفي والده سنة 1924 وتولى إدارة المزرعة ورزق بثلاثة أطفال هم أرشيبالد وبيريل وآلان. ساعد ثوم في تطوير قسم الملاحة الجوية وألقى محاضرات عن الإحصاء، وتصميم المزواة وعلم الفلك. كان زميلًا مدرسًا في كارنيغي بين عامي 1930 و1935.
خلال الحرب العالمية الثانية، انتقل ثوم إلى بلدة فليت في مقاطعة هامبشاير حيث مسؤولًا علميًا رئيسيًا على رأس فريق مؤسسة الطائرات الملكية الذي طور أول نفق هوائي عالي السرعة.

### الهندسة القديمة واليارد الميغالتي
لاحقًا، أصبح استاذًا واستلم منصب كرسي علوم الهندسة في كلية برازينوز بجامعة أوكسفورد، حيث أبدى اهتمامًا بالطرق التي استخدمتها شعوب ما قبل التاريخ لبناء المعالم الضخمة. اهتم ثوم على نحو خاص بالدوائر الحجرية للجزر البريطانية وفرنسا وعلاقاتها بعلم الفلك.
كان ثوم أول من اقترح نظرية اليارد الميغالتي كمقياس موحد لفترة ما قبل التاريخ سنة 155. تقاعد من الدوائر الأكاديمية في عام 1961 ليقضي بقية حياته مكرسًا لمجال البحث ذاك. سمي مبنى ثوم، الذي يضم قسم العلوم الهندسية في أكسفورد، والذي بني في ستينيات القرن الماضي، على اسم ألكسندر ثوم.
بين سنتي 1933 تقريبًا و1977، أمضى ثوم معظم عطلات نهاية الأسبوع وفترات العطلات عاملًا على آلة المزواة ومعدات المسح في الريف برفقة أفراد من عائلة وأصدقائه، خصوصًا مع ابنه آرتشي. من إجرائه الدراسات التي تقيس وتحلل البيانات التي جمعها من أكثر من 500 موقع ميغاليتي، حاول تصنيف دوائر الحجر إلى أنواع مختلفة من الأشكال المورفولوجية، النوع أ، والنوع ب، والنوع ب المعدل، والنوع د من الدوائر المسطحة، والنوع 1 و2 البيضي، والبيضاوي والدائري.
توفي ابنه آلان في حادث تحطم طائرة عام 1945.